# Andrea Leone Tottola
Andrea Leone Tottola (Nápoly, 18. század második fele – Nápoly, 1831. szeptember 15.) olasz librettista.

## Élete
Francesco Leone Tottola ügyvéd és első felesége, Emanuela Canò fiaként Nápolyban született valamikor 1750 után. Dolgozott többek között Gioachino Rossini (Mózes Egyiptomban), Gaetano Donizetti és Giovanni Pacini operái szövegkönyvén.
Három nővére volt, közülük Vincenza, Corleto di Grima harmadik bárójához, Don Pasquale Cecconioz, Giovan Battista fiához ment feleségül. Vincenza és Pasquale fia, Giovan Battista Cecconi viszont Irene Cecconi apja volt, Armando Diaz tábornok anyja.

## Librettói (válogatás)
Minden librettónál fel van tüntetve a zeneszerző neve, aki megzenésítette. 
- Una follia
  - Giacomo Cordella (1813)
- Il vascello l'Occidente
  - Michele Carafa (14 giugno 1814)
- La gelosia ossia mariti aprite gli occhi
  - Michele Carafa (1815)
- L'azzardo fortunato
  - Giacomo Cordella (1815)
- Adelson e Salvini
  - Valentino Fioravanti (1816)
  - Vincenzo Bellini (1825. február 12.?)
- Gabriella di Vergy
  - Michele Carafa (1816. július 3.)
  - Gaetano Donizetti (1826)
- Mózes Egyiptomban
  - Gioachino Rossini (1818. március 5.)
- Berenice in Siria
  - Michele Carafa (1818. július 29.)
- Ermione
  - Gioachino Rossini (1819. március 29.)
- A tó asszonya
  - Gioachino Rossini (1819. szeptember 24.)
- Zelmira
  - Gioachino Rossini (1822. február 16.)
- La zingara
  - Gaetano Donizetti (1822)
- Alfredo il Grande
  - Gaetano Donizetti (1823)
- Szerencsés tévedés
  - Gaetano Donizetti (1823)
- Gli sciti
  - Saverio Mercadante (1823)
- Sansone
  - Francesco Basili (1824)
- Gl'italici e Gl'indiani
  - Michele Carafa (1825. október 4.)
- L'ultimo giorno di Pompei
  - Giovanni Pacini (1825. november 19.)
- Il solitario ed Elodia
  - Stefano Pavesi (1826)
- Niobe
  - Giovanni Pacini (1826. november 19.)
- Margherita regina d'Inghilterra
  - Giovanni Pacini (1827. november 19.)
- Elisabetta al castello di Kenilworth
  - Gaetano Donizetti (1829)
- Imelda de' Lambertazzi
  - Gaetano Donizetti (1830)
- A mezzanotte
  - Pietro Raimondi (1831)

## Fordítás
- Ez a szócikk részben vagy egészben  az   Andrea Leone Tottola című olasz Wikipédia-szócikk ezen változatának fordításán alapul.  Az eredeti cikk szerkesztőit annak laptörténete sorolja fel. Ez a jelzés csupán a megfogalmazás eredetét és a szerzői jogokat jelzi, nem szolgál a cikkben szereplő információk forrásmegjelöléseként.